# Vicariat apostolique de Puerto Ayacucho
Le vicariat apostolique de Puerto Ayacucho (en latin : Vicariatus Apostolicus Portus Ayacuquensis  ; en espagnol : Vicariato apostólico de Puerto Ayacucho) est un vicariat apostolique de l'Église catholique au Venezuela directement soumis au Saint-Siège.

## Territoire

Carte des diocèses du Venezuela avec le vicariat apostolique de Puerto Ayacucho en rouge

Il est situé dans l'État d'Amazonas ; son territoire est d'une superficie de 183 000 km2 avec 13 paroisses. Le siège épiscopal est à Puerto Ayacucho où se trouve la cathédrale Notre-Dame Auxiliatrice.

## Histoire
La préfecture apostolique d'Alto Orinoco est érigé le 5 février 1932 par le décret Quo Melius de la congrégation pour les évêques en prenant sur le territoire du diocèse de Santo Tomás de Guayana aujourd'hui archidiocèse de Ciudad Bolívar. La préfecture est élevée au rang de vicariat apostolique le 7 mai 1953 par la bulle Nulla maiore du pape Pie XII et prend son nom actuel.

## Vicaires apostoliques
- Enrico de Ferrari, S.D.B (1932 - 1945)
- Cosma Alterio, S.D.B (1947 - 1950)
- Segundo García Fernández, S.D.B (1950 - 1974)
- Enzo Ceccarelli Catraro, S.D.B (1974 - 1989)
- Antonio Ignacio Velasco García, S.D.B (1989 - 1995), nommé archevêque de l'archidiocèse de Caracas
- José Ángel Divassón Cilveti, S.D.B (1996 - 2015)
- Jonny Eduardo Reyes Sequera, S.D.B (2015 - )